# قطعه محراب بازیلیکای سان زنو
قطعه محراب بازیلیکای سان زنو یک نقاشی سه‌لتی رنسانس ایتالیایی ، آندره آ مانتگنا، از سالهای سی. 1457 – ۱۴۶۰ است. محراب در کلیسای اصلی ورونا در کلیسای بزرگ سن زینو واقع شده‌است. سه پیش پرده که توسط فرانسوی‌ها در سال ۱۷۹۷ به‌همراه تصویر اصلی از بین رفت (در سال ۱۸۱۵ توسط ورونا بازسازی شد) با نسخه‌هایی جایگزین شده‌است. نسخه‌های اصلی در لوور (مصلوب شدن) و در موزه هنرهای زیبا در تورها (رستاخیز و آزار در باغ) است.
این اثر توسط گریگوریا کورر ایجاد شده‌است. در لت وسطی آن، مدونا با فرزند به تخت سلطنت قرار گرفته‌است که با توجه به شمایل‌نگاری بیزانسی از مدونا پیروز به تصویر کشیده شده و توسط فرشتگان احاطه شده‌است. با توجه به ترجیحات کمیسیون، هشت قدیس در کناره‌ها قرار می‌گیرند: در سمت چپ پیتر، پل، یوحن اوانجلیست و زنو قرار دارند. در سمت راست، بندیکت، لارنس، گریگوری و جان باپتیست.
کل ترکیب با جزئیات مربوط به دوران باستان کلاسیک پر شده‌است: مریم با فرشتگان که در دو حلقه اطراف او نگه داشته‌است، یا تاج و تختی که بیننده را یادآور یک تابوت‌دان می‌اندازد. این قاب که احتمالاً توسط خود مانتنا طراحی شده، همان قاب اصلی است.
این احتمالاً اولین نمونه خوب از هنر رنسانس در ورونا بود. و به عنوان الگویی برای نقاشان دیگر از جمله ژیرولامو دای لیبری عمل کرد.

## پردلا

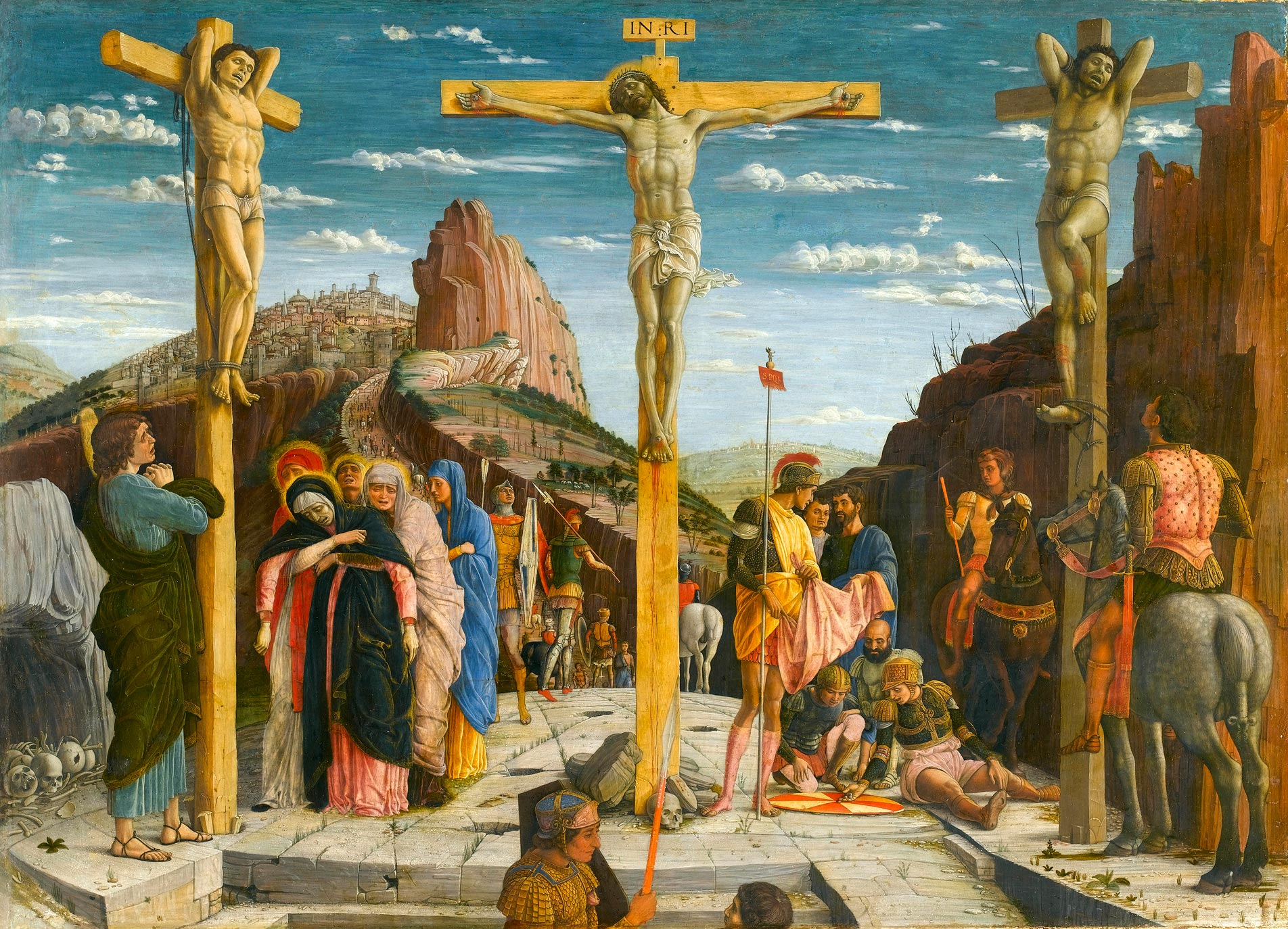
پانل مرکزی (تصلیب عیسی)
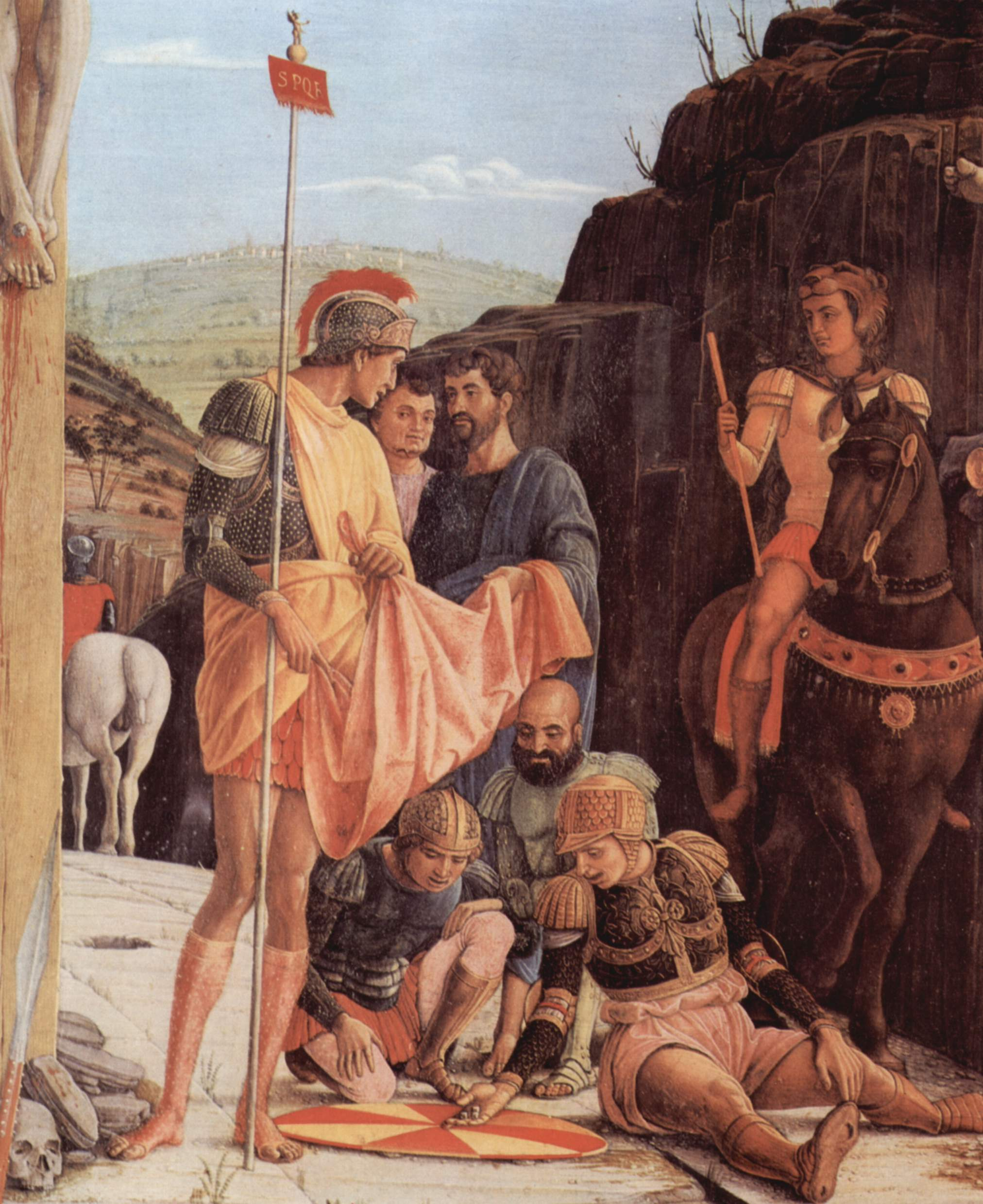
جزئیات پانل مرکزی
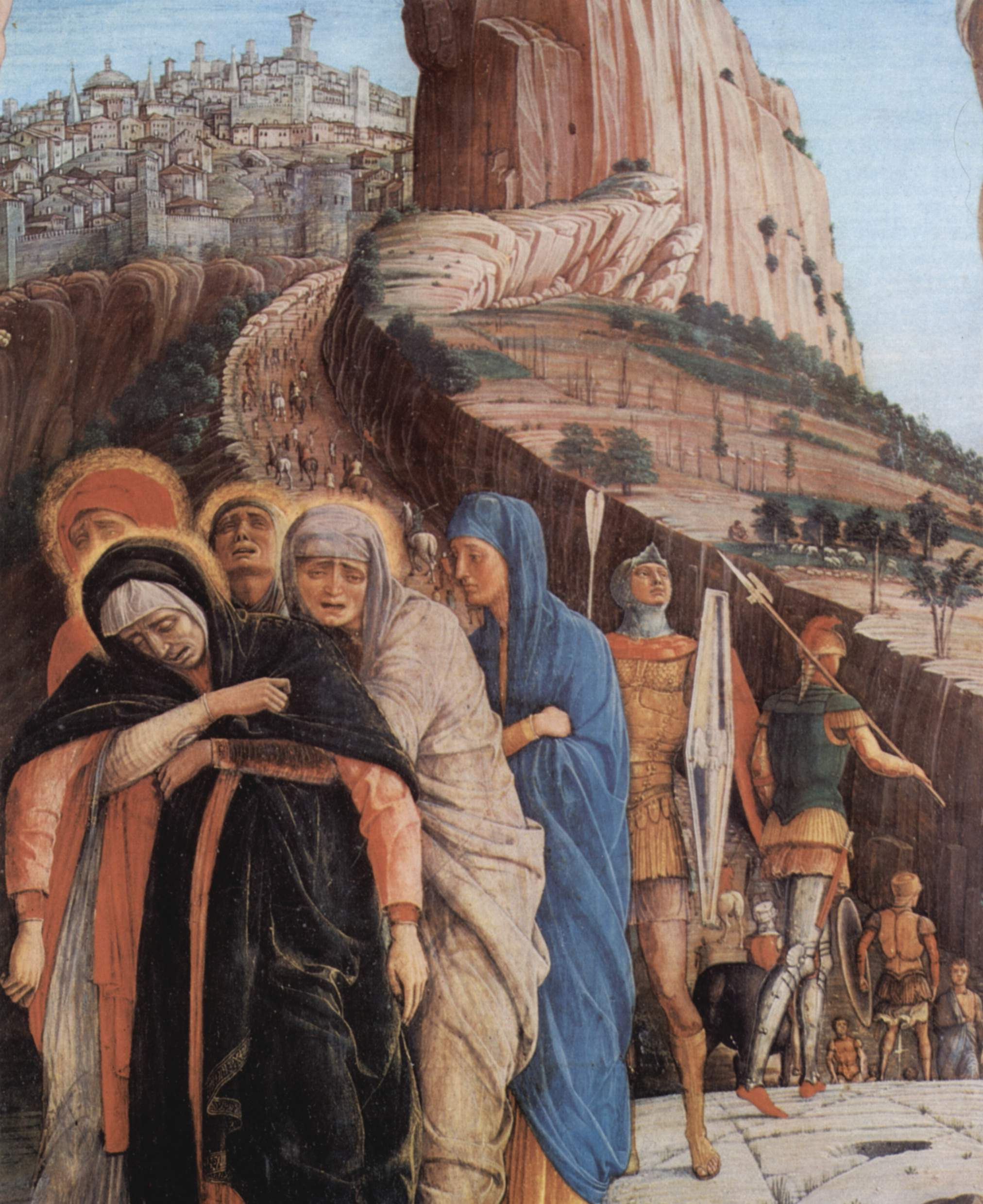
جزئیات پانل مرکزی